# Desa Sekarputih (administrativ by i Indonesien, lat -7,61, long 111,88)
Desa Sekarputih är en administrativ by i Indonesien.   Den ligger i provinsen Jawa Timur, i den västra delen av landet, 600 km öster om huvudstaden Jakarta.